# Jean Viard
Pour les articles homonymes, voir Viard.
Jean Viard, né le 4 janvier 1949 à Metz, est un sociologue, éditeur et  homme politique français, également homme médiatique.
Il a notamment travaillé sur l'espace (aménagement du territoire, agriculture et paysannerie) et les « temps sociaux » (les vacances, les 35 heures), la mobilité et le politique. C'est aussi un prospectiviste (ancien président des groupes de prospective Tourisme au commissariat général du Plan et à la Datar).
Soutien d'Emmanuel Macron, il s'est présenté aux élections législatives de 2017 sous l'étiquette LREM dans le Vaucluse. Il intervient régulièrement sur les chaînes d'information comme LCI et sur France Inter. La majorité de ses livres ont été publiés dans sa propre maison d’édition.

## Biographie
Diplômé en économie (DES, Aix-en-Provence), et docteur en sociologie de l’EHESS (1982), Jean Viard est directeur de recherche au CNRS, au CEVIPOF (Centre de recherches politiques de Sciences Po). Il travaille notamment sur les sujets concernant les vacances, le temps libre, les 35 heures ou Marseille.
Il fut élu de Marseille.
Il est directeur de collection aux éditions de l'Aube à La Tour-d'Aigues (Vaucluse), dont il est le fondateur avec Marion Hennebert (d).

## Idées

### Questions de société
Dans son livre Quand la Méditerranée nous submerge paru en 2017, il s'intéresse à la question de l'accueil des migrants. Il appelle notamment à « valoriser une France multiple comme une chance au cœur de la mondialisation. » Dans un entretien donné à Paris Match, il estime que « le nombre de migrants est à peu près constant depuis des décennies. Or, en France, on n'a pas su faire une place légitime à l'islam. »
Il se positionne également pour une refonte totale de la politique française en matière de drogues,[source insuffisante], prônant notamment une légalisation de la production de cannabis à usage personnel[source insuffisante]

### Engagements politiques
En 2007, il appelle à voter pour Ségolène Royal, dans un texte publié dans Le Nouvel Observateur, « contre une droite d’arrogance », pour « une gauche d’espérance ».
Il quitte ensuite le Parti socialiste, mais reste proche d'Élisabeth Guigou. En 2008, alors qu'il est directeur de recherche au CNRS, il se présente en tant que « société civile » aux municipales, à Marseille, aux côtés de Jean-Noël Guérini.
En 2017, il rejoint En marche !. Il est candidat aux élections législatives de 2017, dans la 5e circonscription de Vaucluse. Il arrive en tête du premier tour avec 33,3 % des voix, loin devant le député sortant. Mais, il n'obtient que 49,11 % au second tour et se trouve battu par Julien Aubert (LR) réélu avec 459 voix d'avance.
Chroniqueur à France Info, il produit chaque semaine, selon Arrêt sur images, une « pensée d'éditorialiste macroniste » (programme de 2017).

## Publications

### Ouvrages
- La Campagne inventée, (avec M. Marié), Arles, Actes Sud, 1977
- La Dérive des territoires, préfacé par Edgar Morin, Arles, Actes Sud, 1981
- Penser les vacances, Arles, Actes Sud, 1984
- Le Tiers Espace, ou la nature entre ville et campagne, Méridiens Klincksieck, 1990
- La France de demain vue par les lycéens d'aujourd'hui, La Tour-d'Aigues, Éditions de l'Aube/Datar, 1993
- La Société d'archipel, éditions Charles Léopold Mayer/Éditions de l'Aube, 1994  (ISBN 2-87678-171-9)
- Marseille une ville impossible, Paris, Payot, 1995
- Le Tropisme des rivages (avec Xavier Gizard), Éditions de l'Aube/Datar, 1995
- Au bonheur des campagnes (avec Bertrand Hervieu), Éditions de l'Aube, 1996
- Pourquoi les travailleurs votent Front national, Paris, Seuil, 1997
- Court traité sur les vacances, les voyages et l'hospitalité des lieux, Éditions de l'Aube, 2000
- Au bonheur des campagnes (avec Bertrand Hervieu), Éditions de l'Aube, 2000
- L'Archipel paysan (avec Bertrand Hervieu), Éditions de l'Aube, 2000
- Le Sacre du temps libre, la société des 35 heures, préfacé par Élisabeth Guigou, Éditions de l'Aube, 2002 ; 2004 pour l'édition de poche
- La République du 5 mai (avec Pascal Delannoy), Éditions de l'Aube, 2002
- Être soi mais ensemble. L'individu et la mondialisation (fragments), Éditions de l'Aube, 2002
- La Barbarie routière (avec Pascal Delannoy), Éditions de l'Aube, 2002
- Repenser les temps (avec Jean-Paul Bailly, Albert Jacquard, Dominique Méda), Éditions de l'Aube 2003
- Portrait de Vaucluse. L'esprit des lieux (avec Ugo Rollin), Éditions de l'Aube 2003
- Main basse sur la Provence et la Côte d'Azur. 2004, le troisième tour ? (avec Daniel van Eeuwen), Éditions de l'Aube 2004
- Le Nouvel Âge du politique. Le temps de l'individu-monde, Éditions de l'Aube 2004  (ISBN 2752600372)
- Éloge de la mobilité, essai sur le capital temps libre et la valeur travail, Éditions de l'Aube, coll. « Mondes en cours » 2006  (ISBN 275260257X) ; 2014  (ISBN 978-2-8159-0998-3)
- Marseille, le temps d'un projet (avec Jean-Noël Guérini), Éditions de l'Aube, 2007  (ISBN 2752604351)
- Et si on se retrouvait? (avec Martine Aubry et Stéphane Paoli), Éditions de l'Aube, 2008
- Ce que régions veulent dire, Réponse au rapport Balladur (avec Alain Rousset), Éditions de l'Aube, 2009
- Fragments d'identité française, avec des interventions de Jacques Le Goff et Marc Pottier, Éditions de l'Aube, 2010  (ISBN 978-2-8159-0058-4)
- Lettre aux paysans et aux autres sur un monde durable, Éditions de l'Aube, 2010
- Nouveau portrait de la France. La société des modes de vie, Éditions de l'Aube, 2011 coll. « L'urgence de comprendre », 2012  (ISBN 978-2-8159-0358-5), 2013  (ISBN 978-2-8159-0758-3)
- Penser la nature, éditions de l'Aube, 2012  (ISBN 978-2-8159-0654-8)
- Marseille, le réveil violent d'une ville impossible, La Tour-d'Aigues, Éditions de l'Aube, 2014 (ISBN 978-2-8159-0923-5, lire en ligne)
- C'est quoi la campagne ?, Éditions de l'Aube, 2016
- Le Triomphe d'une utopie, la révolution des temps libres, Éditions de l'Aube, 2015
- Le moment est venu de penser à l'avenir, Éditions de l'Aube, 2016
- Quand la Méditerranée nous submerge, Éditions de l'Aube, 2017
- L'Implosion démocratique : pour un nouveau pacte territorial, Éditions de l'Aube, 2019, 216 p. (ISBN 978-2-8159-3302-5)
- Un nouvel âge jeune ? : devenir adulte en société mobile, La Tour d'Aigues, Éditions de l'Aube, 2019, 64 p. (ISBN 978-2-8159-3557-9)
- La révolution qu'on attendait est arrivée, 2021
- L'An zéro du tourisme : penser l'avenir après la Grande Pandémie (avec David Medioni), La Tour d'Aigues, Éditions de l'Aube, 2022  (ISBN 978-2-8159-4952-1)
- Un juste regard, Éditions de l'Aube, 2023
- Une émeute est le langage de ceux qui ne sont pas entendus, Éditions de l'Aube, 2024
- L’individu écologique. Naissance d’une civilisation, Éditions de l'Aube, 2024

### Direction d'ouvrages
- Morceaux en forme de poire, essais et commentaires sur la décentralisation, Actes Sud, 1982
- Le Temps des cerises, sur le mythe révolutionnaire, Actes Sud 1983
- “Nous, je”, Actes Sud, 1984
- Marseille ou le présent incertain, Actes Sud, 1985
- Avignon, une double identité, Autrement, 1990
- Aux sources du populisme nationaliste, Éditions de l'Aube, 1996
- La Nation ébranlée, Éditions de l'Aube, 1996
- Réinventer les vacances, La Documentation française, 1998
- La France des temps libres et des vacances, Éditions de l'Aube, 2002

### Participation
- Protection de la nature, L'Harmattan, 1985
- Le Monde moderne au baccalauréat, Delagrave, 1985
- Marseille, histoires de famille, Autrement 1989, dirigé par Jean-Claude Baillon
- Les Vacances, Autrement, 1990, dirigé par B. Ouvry-Vial, R. Louis et J.B. Pouy
- Faire la politique, Autrement, 1991, dirigé par Marc Abéles
- L'Extrême Droite en question, EDI, Cercle Condorcet/Ligue des droits de l'homme, dirigé par Madeleine Rebérioux
- La Criée, les dix ans d'un théâtre, Éditions Jeanne Laffitte, 1991
- Les Agriculteurs français aux urnes, L'Harmattan, dirigé par Bertrand Hervieu, 1992
- Marseille, Montréal, l'Harmattan, dirigé par Yannick Gasquy-Resch, 1992
- Prague, avenir d'une ville historique capitale, Éditions de l'Aube, 1992
- Le Vote éclaté, FNSP/FIGARO, dirigé par P. Habert, P. Perrineau, C. Ysmal, 1992
- La Méditerranée inquiète, dirigé par Xavier Gizard, Éditions de l'Aube/Datar, 1995
- Le Front national à découvert, dirigé par Nona Mayer et Pascal Perrineau, Presses de la FNSP, 1989 et 1996
- La Gouvernance de l'opinion publique, dirigé par Pierre Bréchon, L'Harmattan 2003
- Remettre le poireau à l'endroit, entretiens avec Stéphane Paoli, Éditions de l'Aube, 2015
- Le Triomphe d'une utopie, Éditions de l'Aube, 2015
- Le moment est venu de penser à l'avenir, Éditions de l'Aube, 2016
- Quand la Méditerranée nous submerge, Éditions de l'Aube, 2017
- Chronique française, Éditions de l'Aube, 2018
- Une société si vivante, Éditions de l'Aube, 2018
- Pour une société du compromis (avec Laurent Berger), Éditions de l'Aube, 2024